# Concílio de Aba
O Concílio de Aba (ou Hambam) ou, como ficou conhecido, Concílio Abanense, na Inglaterra, foi realizado em 1012 por apelação do clero às instâncias do estado e teve a aquiescência e igualmente contou com a assistência do rei Etelredo II (978 - 1013) e (1014-1016). Neste concílio foram aprovados sete artigos distintos, concernentes à disciplina eclesiástica.